# Société Bic
Société BIC este o companie franceză care produce creioane, pixuri și brichete.